# Прискорення (гасло)
Приско́рення (рос. ускорение) — гасло і політичний курс генерального секретаря КПРС Михайла Горбачова, підтверджений на XXVII з'їзді КПРС в лютому 1986 р., одне з ключових напрямків реформ («гласність — перебудова — прискорення»), що проводилися в СРСР у 1985–91 рр.. Було поставлено завдання за три наступні п'ятирічки створити виробничий потенціал, що дорівнював би вже наявному, подвоїти національний дохід за рахунок підвищення продуктивності праці, запровадження досягнень НТР. Крім того, планувалося вирішити соціальні проблеми: забезпечення житлом, продовольством, предметами повсякденного вжитку тощо.

## Сутність політики
Після смерті у 1982 Л. Брежнєва його спадкоємцями на найвищій партійно-державній посаді були хворі люди похилого віку — Юрій Андропов (помер у 1984) та Костянтин Черненко (помер у 1985). У березні 1985 дещо оновлене політбюро ЦК КПРС висунуло на посаду генерального секретаря наймолодшого із своїх членів — 54-річного Михайла Горбачова. Новий лідер усвідомлював економічний занепад держави і намагався реформувати, підправити «скривлену» будівлю соціалізму, у той же час не порушуючи її фундаменту.
У квітні того ж року на пленумі ЦК КПРС він закликав подолати застійні явища і розпочати перебудову усіх сфер життя країни. Гасло перебудови з ентузіазмом зустріло населення країни. Відкривались перспективи демократизації суспільства, подолання усього негативного, що накопичилось у роки «застою». Основою перебудови мав стати курс на прискорення соціально-економічного розвитку країни. Горбачов закликав до створення нового господарського механізму, до широкого впровадження у виробництво досягнень науково-технічного прогресу.
Пріоритетним напрямом прискорення повинен був стати розвиток машинобудування як базової галузі економіки. Реформа передбачала надання підприємствам самостійності, переведення їх на самоокупність і самофінансування. Заробітна платня стала пов'язуватися з результатами господарської діяльності. Робітники отримали право обирати керівників підприємств. Перші вибори директора відбулись на Ризькому автомобільному заводі. З метою підняти якість продукції (лише 7 % її відповідали міжнародним стандартам) на підприємствах вводилось держприймання.
Кремлівське керівництво розгубилось, дедалі більше зневірюючись у можливості економічних реформ. Ідеологічна зашореність не давала змоги їм рішуче узяти курс на ринкову економіку (адже замість соціалізму це вже був капіталізм), а альтернативи не було.
У 1987 були опубліковані закони «Про індивідуальну трудову діяльність», «Про кооперацію» та інші, які відкривали шлях ринковій економіці й розвитку її приватного сектора. У столиці відкрився приватний ресторан. Почали виникати комерційні фірми, приватні магазини, з'явились багаті люди, серед них і комуністи, які розбагатіли на законній основі.
Однак кооперативний рух упродовж короткого часу було спотворено. Все більше з'являлось посередницьких фірм при заводах і фабриках, господарями яких через родичів або Підставних осіб були керівники цих же підприємств, корумповані державні та партійні чиновники. Фірми нічого не виробляли, лише скуповували сировину або продукцію за державними цінами, а перепродували її за спекулятивними. Виникла «тіньова економіка», де господарями стали кримінальні елементи.
Командно-бюрократична система після незначного переляку, викликаного скороченням кількості міністерств, відомств, швидко отямилась і твердо ступила на шлях повзучого саботажу перебудови. У центрі приймали рішення, які не поспішали виконувати місцеві органи влади.
У липні 1989 розпочався страйковий рух у шахтарських регіонах: Кузбасі, Донбасі, Карагандинському басейні. Поштовхом до початку масових страйків було погіршення забезпечення шахтарських регіонів продовольчими товарами. Однак глибинні причини полягали у невдоволенні шахтарів діями уряду, неспроможного втілити у життя курс на «прискорення» соціально-економічного розвитку. У страйкову боротьбу втягувалися інші загони трудящих. Поступово страйки стають звичними, завдаючи дедалі більшої шкоди народному господарству.
Програма «соціалістичної ринкової економіки», з якою виступив голова уряду Микола Рижков у травні 1990, передбачала різке підвищення цін із виплатою певних компенсацій. Програма посилила ажіотажний попит на усі товари широкого споживання і посилила інфляцію (25 % у 1990).
Провал горбачовського курсу «прискорення» ставав очевидним. Спад виробництва не припинявся, порожніла державна казна. Становище загострювали стихійні лиха та аварії. 26 квітня 1986 трапилася жахлива Чорнобильська катастрофа. Вона мала глобальний характер. Увесь світ бив на сполох, і лише керівники СРСР намагалися приховати наслідки аварії від своїх громадян.
У 1990 з'явились закони, що надавали можливість створювати малі та спільні (з участю іноземного капіталу) підприємства, акціонерні товариства, комерційні банки. Все ж відчувалась відсутність необхідної законодавчої бази в приватному секторі господарства, що призводило до розгулу корупції.